# Spisak izdanja stripa Korto Malteze
Korto Malteze objavljivan je originalno u obliku pojedinačnih epizoda, a tek potom u albumima. (Duže epizode objavljivane su najpre u nastavcima, a potom u albumima.) Prva epizoda, Balada o slanom moru, objavljivana je u nastavcima od 1967. do 1969. godine u italijanskoj strip-reviji Sgt. Kirk. (Korto isprva nije zamišljen kao glavni junak. U sadržaju čaospisa na str. 2, ne pominje se ime Korto Malteze, već samo ime epizode. Osim toga, H. Prat je za #1, pored prvog dela Balade, objavio i prve delove serijala Ana iz Džungle, Narednika Kirka, Tikonderoga i Vuk Konrad.). Po završetku Balade, Prat započinje rad na Pustinjskim škorpijama za Sgt Kirk, ali budući da se revija uskoro gasi, taj rad ostaje nedovršen. U tom zastoju, Prat se okreće francuskom tržištu i započinje saradnju sa francuskim časopisom Pif Gadget, gde od 1970. godine objavljuje niz kraćih priča o Kortu Maltezeu kao glavnim junakom, počevši sa epizodom Tajna Tristana Bantama.
Nakon Pratove smrti (1995), serijal se nastavlja u dva pravca. Prvi u kome dvojica španskih autora u potpunosti imitriraju Pratov stil crtanja (2015), i drugi kojim je serijal rebutovan (2021). Epizode izlaze samo kao albumi.

## Albumi
Beogradski izdavač Darkwood započeo je 2016. godine objavljivanje celokupnog opusa Korta Maltezea u okviru planiranog dvanaestotomnog ciklusa. Izdanja se posebno izdvajaju korišćenjem ćirilice, vrhunskim štamparskim kvalitetom i vernim kolorisanjem Patricije Canoti, rađenim pod nadzorom samog Huga Prata.
- Balada o slanom moru
- U znaku Jarca
- Uvek malo dalje
- Kelti
- Etiopljani
- U Sibiru
- Venecijanska bajka
- Zlatna kuća Samarkanda
- Mladost
- Tango
- Helvećani
- Mu

## Postpratovski period
- Pod ponoćnim suncem (2015)
- Ekvatorija (2017)
- Taroveanov dan (2019)
- Berlinska nokturna (2022)
- Linija života (2024)

## Reboot serijala
- Crni okean (2021)
- Kraljica Vavilona (2023)

## Pojedinačne epizode

### 1967-1969
- 1. Balada o slanom moru

### 1970
- 2. Tajna Tristana Bantama
- 3. Sastanak u Baiji
- 4. Samba s Paljbom
- 5. Orao u džungli
- 6. ...i opet ćemo o džentlmenima sreće
- 7. Zbog jednog galeba
- 8. Glave od pečuraka
- 9. Konga banana
- 10. Vudu za gospodina predsednika

### 1971
- 11. Laguna lepih snova
- 12. Dede i bajke
- 13. Anđeo sa istočnog prozora
- 14. Pod zastavom novca

### 1972
- 15. Koncert u O'molu za harfu i nitroglicerin
- 16. San zimskog jutra
- 17. Vinogorja noći i ruže Pikardije
- 18. Burleska između Zuidkota i Bredina